# Samed Kartal
Samed Kartal (* 27. August 1988 in Istanbul) ist ein türkischer Fußballspieler.

## Karriere
Kartal wurde im Istanbuler Stadtteil Fatih geboren und begann mit dem Vereinsfußball in der Jugend von Beşiktaş Istanbul. Anschließend spielte er in den Jugendabteilungen von Çekmeköyspor, Pendikspor und Sivasspor. Bei Letzterem wurde er im Frühjahr 2007 mit einem Profivertrag versehen, spielte aber bis zum Saisonende weiterhin für die Reservemannschaft. Die nachfolgenden Spielzeiten spielte er für jeweils eine Saison bei Anadolu Üsküdar, Kırşehirspor und Konya Şekerspor.
Zum Sommer 2010 wechselte er nach dem Vertragsende mit Sivasspor ablösefrei zu Konya Şekerspor. Nach einer Saison bei Şekerspor heuerte er beim Drittligisten Balıkesirspor an. Hier spielte er eineinhalb Spielzeiten und ging dann zum Ligakonkurrenten Fethiyespor. Mit diesem Verein erreichte er das Play-off-Finale der TFF 2. Lig und verpasste durch eine 2:1-Niederlage gegen Adana Demirspor den Aufstieg in die TFF 1. Lig erst in letzter Instanz.
Zum Saisonende wechselte er zu Adana Demirspor. Mit Demirspor löste er nach gegenseitigem Einvernehmen im Sommer 2013 seinen noch gültigen Vertrag auf und verließ damit Demirspor. Anschließend einigte er sich mit Giresunspor. Mit diesem Klub erreichte er am letzten Spieltag der Saison die Drittligameisterschaft und damit den Aufstieg in die TFF 1. Lig. Mit zwölf Ligatoren war Kartal der erfolgreichste Torschütze seines Vereins.
Trotz der erfolgreichen Saison bei Giresunspor, wechselte Kartal im Sommer 2014 zum Drittligisten Göztepe Izmir.
Zur nächsten Rückrunde wechselte er zum Ligarivalen Yeni Malatyaspor. Mit diesem Verein erreichte er am 34. Spieltag der Saison 2014/15, dem letzten Spieltag der Saison, die Meisterschaft und damit den Aufstieg in die TFF 1. Lig. Nach diesem Erfolg kehrte er zu seinem früheren Verein Pendikspor zurück.

## Erfolge
Mit Giresunspor
- Meister der TFF 2. Lig und Aufstieg in die TFF 1. Lig: 2013/14

Mit Yeni Malatyaspor
- Meister der TFF 2. Lig und Aufstieg in die TFF 1. Lig: 2014/15